# Ain Lahsan
Ain Lahsan (franska: Ain Lahsan (CR), Ain Lahsan (Commune Rurale), arabiska: ازلا) är en kommun i Marocko.   Den ligger i provinsen Tétouan och regionen Tanger-Tétouan-Al Hoceïma, i den norra delen av landet, 210 km nordost om huvudstaden Rabat. Antalet invånare är 6 552.